# Magyar Fórum (hetilap)
A Magyar Fórum egy magyarországi „nemzeti radikális” eszmerendszerű hetilap volt, a MIÉP pártújságja. Kb. 2018 óta csak az Interneten jelenik meg de nem hetilapként, a magyarforum.info címen (a magyarforum.hu már nem aktiv).

## Története
1988-ban jött létre, az akkor még mozgalomként működő Magyar Demokrata Fórum – mint akkoriban létrejövő új szellemi irányzat - lapjaként, Csurka István vezetésével. Ma is az ő neve fémjelzi az újságot. Később, ahogyan Csurka eltávolodott az MDF-től, úgy került lapja is egyre távolabb attól, ma pedig már semmilyen kapcsolat nincs köztük, inkább a MIÉP-pel (Magyar Igazság és Élet Pártja) van szoros viszonyban.

## A lap ideológiai beállítottsága
A mai magyar véleménysajtó egyik igen egyedi alakja. A lap moralizál, elkötelezett a keresztény-nemzeti eszmék mellett, erősen, szélsőségesen jobboldali, ugyanakkor egyformán bírálja az egész mai magyar politikai elitet. Véleményük szerint mind a jobb, mind a bal oldal alkalmatlan az ország vezetésére, az egész, az országot irányító politikai platformot le kellene cserélni. Saját jellemzésük alapján, ők a nemzeti radikalizmus hetilapja, a nemzeti szellem, keresztény erkölcsiség fóruma. (Varga Imre 2007)

### Célközönsége
"A Magyar Fórum minden olyan magyar emberhez kíván szólni, aki azonosul a lap morális nézeteivel, nem ért egyet a mai politikai vezetéssel (Varga Imre 2007)." Az olvasók elsősorban értelmiségiek, és bár a lap sokszor céltudatosan áll ki az elszegényedett, rossz anyagi helyzetben élők mellett, többnyire mégsem ők veszik. A Magyar Fórum leginkább Budapest jómódú kerületeiben fogy, a kis falvakba pedig szinte alig, vagy egyáltalán nem jutnak el. (Varga Imre 2007)

### Példányszáma
Az újság ma több tízezres nagyságrendben fogy, bár az aktuális példányszámot mindig nagyban befolyásolja a politika alakulása, kiemelkedő események alkalmával megugrik az érdeklődés a lap iránt. Jelentős előfizetői bázisa van, mégis a lapot az újságárusoknál megvásárlók vannak többségben. Mindemellett, ez az egyik olyan lap Magyarországon, amely képes eltartani magát az eladott példányokból (reklámbevételük gyakorlatilag nincs, és állami támogatásban sem részesülnek). Története során is nagyban befolyásolták erősségét a politikai viszonyok: többször állt nagyon rossz helyzetben, fénykorában viszont a 40 000-es példányszámot is elérte.
(Varga Imre 2007)

### Szerkesztősége
A szerkesztőségnek csak 2-3 főállású, állandó újságírója van, ugyanakkor nagyon sok külsős (már nyugdíjazott, vagy máshol állást betöltő) munkatárssal bírnak. Külföldi tudósítójuk nincs. (Varga Imre 2007)

## Tematika
A Magyar Fórum tematikájában elsősorban a politikai események véleményezése kapja a fő hangsúlyt, ugyanakkor többféle elemmel színesítik lapjukat. 2007-ben a következőek az állandó rovatok:
Csurka István állandó rovata mindig az aktuális belpolitikai eseményekre reflektál. Írásai mindig a 2-3. oldalon jelennek meg.
A lap rendszerint külpolitikai eseményekről is informálja az olvasót.
Fontos állandó rovat a Függetlenség című internetes lapból (http://www.fuggetlenseg.hu Archiválva 2007. december 29-i dátummal a Wayback Machine-ben) készült válogatás, melyet mindig két oldalon közölnek, első oldalán politikával kapcsolatos cikkek, a másodikon a kultúra és vallás témakörével foglalkozó írások találhatók.
Állandó rovatként találhatjuk meg a színészportrét is, mely minden számban egy elismert színészt mutat be egy interjún keresztül.
Rendszerint megtaláljuk a Magyar Út Körök Mozgalom cikkét.
A lap utolsó oldalán mindig híreket találhatunk, melyek az adott hét eseményei közül a legemlítésreméltóbbakat emeli ki.
Fontosak továbbá még az olvasói levelek. A szerkesztőségbe rendkívül sokféle módon (elektronikus, gépelt, vagy kézzel írott formában) érkeznek vélemények, melyeket a főszerkesztő maga rostál, válogat. Egy számban általában 3-mat, 4-et olvashatunk.
Minden szám címoldalán Dsida Jenő: Psalmus Hungaricus című versének idézete szerepel mottóként. Ezt Csurka István maga választotta. (Varga Imre 2007)

## A lap forrásai
A szerkesztőségben forrásként elsősorban személyes kapcsolatokra, és az internetre támaszkodnak. Innen szerzik be híreiket, melyekből a főszerkesztő válogat. Legfontosabbak talán az Origo és az Index.hu portálok. Az újságban megjelenő fényképek is (a lap saját újságíróinak fotóin kívül) többnyire az MTI (Magyar Távirati Iroda) vagy a Google kereső internetes felületéről kerülnek a szerkesztőség birtokába. Ugyanakkor a Magyar Televíziót, valamint más újságokat is figyelemmel kísérnek, ezek híranyagából is válogatnak. (Varga Imre 2007)

### Az anyagok szelektálása
Mind az olvasói levelek, mind a cikkek esetében a válogatásnál azt tartják szem előtt, hogy betartsák a törvényes kereteket, s hogy személyében senkit ne érjen sértés. Ez persze nem azt jelenti, hogy adott politikai intézkedéseket, gondolatokat, vagy egyes elveket ne kritizálnának, de lehetőség szerint igyekeznek kerülni a trágár kifejezéseket, és az adott személy ellen irányuló goromba megnyilvánulásokat. A Magyar Fórumban nem jelennek meg a lap ideológiájától eltérő vélemények. (Varga Imre 2007)

## Kapcsolatok más médiumokkal
Más médiumokkal is szoros kapcsolatban állnak. Mi sem bizonyítja ezt jobban, mint hogy a Függetlenség c. portál anyagaiból válogatást is közölnek minden számukban, a Kincsem rádióval pedig egy épületben van a Magyar Fórum szerkesztősége. Ugyanott készül és jelenik meg a Havi Magyar Fórum is, mely azonban nem közéleti-politikai, hanem elsősorban irodalmi, társadalmi, kulturális havilap, melynek elnöke szintén Csurka István, szerkesztői pedig jelenleg (2007) Szőcs Zoltán és Vasvári Erika.

## Kiadó
A lap története során több kiadócserét élt át. Eleinte a Hitel Kft. adta ki, majd a Fórum Rt., a Magyar Fórum Kft., 2004 februárjában a Csurka által létrehozott Bocskai Szabadegyetemért Alapítvány résztulajdonában álló B-média Kft. lett a Magyar Fórum kiadója. Jelenleg pedig az Ady Endre Sajtóalapítvány.

## A Magyar Fórum és az internet
Mint minden más lap, így a Magyar Fórum is megérezte az internet térhódítását, megpróbálják azonban ezt előnyükre fordítani. „Arra használjuk fel az internetet, hogy tájékoztató jellegű információkat adjunk” – mondja Varga Imre, főszerkesztő. Ezekkel igyekeznek kedvet hozni cikkeikhez, hogy lapuk minél nagyobb példányszámban fogyjon. Weboldalukon (http://www.magyarforum.hu) mindig megnézhetjük az aktuális szám címoldalát és cikkeikből rövidebb részleteket. Archívumukban a korábbi megjelenésű számok cikkeinek hasonlóan rövid részleteit olvashatjuk, a Havi Fórum aktuális tartalomjegyzékét is átböngészhetjük, emellett az előfizetés mikéntjéről, tarifáiról tájékozódhatunk, és olvasói levelünket is eljuttathatjuk a szerkesztőséghez.

## Főszerkesztői
Eddigi főszerkesztői időrendi sorrendben:
- Csurka István (író, politikus) (1988-1990-ig)
- Kósa Csaba (író, a MÚK tiszteletbeli elnöke)
- Krajczár Imre
- Ludwig Emil (később a Magyar Nemzet szerkesztője)
- Zsilka László
- Varga Imre (jelenleg is ő tölti be a posztot 2003 óta)

### Külső hivatkozások
Juhász Gábor: A jobboldali hetilapok piaca 1989–2003 (Magyar Fórum - az úttörő)